# Si saben cómo me pongo ¿pa' qué me invitan?
Si saben cómo me pongo ¿pa' qué me invitan? es una película colombiana de 2018 dirigida y escrita por Fernando Ayllón. Estrenada el 4 de enero de 2018, la película fue protagonizada por Ricardo Quevedo, Iván Marín, Fabiola Posada, Nelson Polanía y Freddy Beltrán. El título tiene su origen en el famoso meme homónimo.

## Sinopsis
Cuatro parejas muy dispares llegan a un distinguido hotel en busca de un nuevo aire en sus relaciones personales. Entre estos ocho personajes encontramos todo tipo de personalidades: la celosa, el borracho, la intensa y el adicto a las redes sociales

## Reparto
- Ricardo Quevedo
- Jessica Sanjuan
- Iván Marín
- Fabiola Posada
- Nelson Polanía
- Freddy Beltrán
- Shirley Marulanda
- Manuel Busquets
- Liss Pereira
- Lina Cardona
- Uriel López

2 Temporada 
- Ricardo Quevedo es Víctor Chávez
- Liss Pereira es Sofía Cáceres
- Iván Marín es Marcelo Rico
- Joavany Álvarez es Shantal
- Ana Cristina Botero es Claudia Torres
- Xilena Aycardi es Catalina Segura
- Fabiola Posada es Margarita  Vélez
- Nelson Polanía es Gabriel Liso
- Tato Devia es Ramiro
- Christian el pantera Rojas es Jaime Goyes